# Noel Appleby
Noel Appleby (* 4. Februar 1929; † 17. Mai 2007 in Neuseeland) war ein neuseeländischer Schauspieler.

## Leben
Appleby begann seine Schauspielkarriere als Darsteller in Werbespots. Nach kleineren Rollen wurde er einem breiten Publikum 1987 durch seine Mitwirkung in Vincent Wards Fantasyfilm Der Navigator bekannt. Für die Interpretation des unfreiwilligen Zeitreisenden „Ulf“ wurde Appleby 1989 bei den New Zealand Film and TV Awards als bester Nebendarsteller ausgezeichnet. Weitere Auftritte hatte er in der Cheech-Marin-Komödie Känguruh Carlos, als Vampirjäger in der Horrorkomödie Mein Großvater ist ein Vampir mit Al Lewis sowie als Bilbo Beutlins Cousin „Odo Stolzfuß“ (im Film „Everard Proudfoot“) in Peter Jacksons Fantasy-Blockbustern Der Herr der Ringe: Die Gefährten und Der Herr der Ringe: Die Rückkehr des Königs nach J.R.R. Tolkiens Romantrilogie. Appleby gehörte neben Paul Norell, Martyn Sanderson, Stephen Ure und Craig Parker zu einer Gruppe von 15 Schauspielern, die im Zuge des Erfolges der Trilogie die Produktionsgesellschaft auf Beteiligung am Gewinn durch Merchandising verklagten, mit der Klage jedoch scheiterten.

## Filmografie (Auswahl)
- 1980: Ohne jeden Zweifel (Beyond Reasonable Doubt)
- 1984: Constance
- 1986: Queen City Rocker
- 1988: Just Me and Mario
- 1988: Der Navigator (The Navigator: A Mediaeval Odyssey)
- 1990: User Friendly
- 1990: Känguruh Carlos (The Shrimp on the Barbie)
- 1992: Mein Großvater ist ein Vampir (My Grandpa Is a Vampire)
- 2001: Der Herr der Ringe: Die Gefährten (The Lord of the Rings – The Fellowship of the Ring)
- 2002: The Vector File
- 2003: Cupid's Prey
- 2003: Der Herr der Ringe: Die Rückkehr des Königs (The Lord of the Rings – The Return of the King)